# 루첸자
루첸자(Luchenza)는 말라위 남부 주 티올로 현에 위치한 도시로, 인구는 15,501명(2008년 기준)이다. 물란제 산과 시레 고원의 중간 지점에 위치하며 학교와 병원이 들어서 있다.